# Dimítrios Tsamadós
 (mars 2021).
Si vous disposez d'ouvrages ou d'articles de référence ou si vous connaissez des sites web de qualité traitant du thème abordé ici, merci de compléter l'article en donnant les références utiles à sa vérifiabilité et en les liant à la section « Notes et références ».
Dimítrios Tsamadós  (grec moderne : Δημήτριος Τσαμαδός) est un combattant et un homme politique de l'île d’Hydra durant la guerre d’indépendance grecque. 
En 1826, il participa en tant que mandataire à la première phase de la troisième Assemblée nationale. Après la chute de Missolonghi, il a été nommé membre de la Commission exécutive, qui, sous la présidence d'Andréas Zaḯmis, a été appelée à faire face aux circonstances difficiles et urgentes de l'époque. La Commission a demandé à la Grande-Bretagne de garantir le compromis douloureux qui ferait des Grecs des sujets fiscaux des Ottomans.
Pendant le mandat gouvernemental de Ioánnis Kapodístrias, Dimítrios Tsamadós devint sénateur en 1829 et assuma les fonctions de président du Sénat en juin 1830, à la suite de la démission de Geórgios Sisínis. Il est resté fidèle aux Kapodístrias jusqu'à la fin. En effet, en décembre 1831, à la suite de l'assassinat du gouverneur, il fut élu président de l'Assemblée nationale qui se tenait à Argos (5-9 décembre 1831) puis à Nauplie (15 décembre 1831 - 17 mars 1832) et proclama Augustínos Kapodístrias Président du gouvernement grec. Dimítrios Tsamadós a été l'un de ceux qui ont tenté - malgré la situation défavorable - d'empêcher la guerre civile qui se profilait. Il a toujours gouverné avec un esprit de clémence à l'égard des opposants au parti Kapodistrien. 
Plus tard, à partir de septembre 1835, il fut nommé membre de la Cour de cassation fondée par le roi Othon Ier de Grèce.